# Buster (Film)
Buster (Alternativtitel: Buster – Ein Gauner mit Herz) ist eine Tragikomödie aus dem Jahr 1988. Die von Phil Collins gesungene Filmmusik wurde zu einem Erfolg in den Hitparaden. Der Film handelt von dem Postzugräuber Ronald Buster Edwards, von seiner Vorgeschichte, dem Raub und der Flucht nach Mexiko bis hin zur Entlassung aus dem Gefängnis.

## Handlung
Buster Edwards ist ein Kleinganove aus dem Londoner East End, den seine Ehefrau June für einen sehr liebenswerten Schurken hält. Doch seine gelegentlichen Diebeszüge genügen ihm nicht und er fühlt sich zu Höherem berufen, schließlich wünscht sich seine Frau ein eigenes Haus. Er kontaktiert seinen Bekannten Harry, der kürzlich 18 Monate Gefängnis für seine Beteiligung an einem Raubüberfall verbüßt hat, damit er ihn mit Gangsterboss Bruce Reynolds zusammenbringt. Dieser plant einen Postzug auszurauben, der angeblich in Kürze Gelder in Höhe von einer Million Pfund in bar transportieren soll.
Der Raub gelingt und die Bande kehrt erfolgreich zu ihrem Versteck zurück, um die Beute zu teilen. Sie stellen fest, dass sie über drei Millionen Pfund erbeutet haben – viel mehr, als von den Medien gemeldet wurde. Die Polizei durchsucht derweil im Umkreis von 30 Meilen um den Tatort die Bauernhäuser und Anwesen nach den Räubern. Die Bande wird nervös und einige Mitglieder wollen, aus Angst entdeckt zu werden, sofort nach London zurückkehren. Andere meinen, sie sollten sich an den ursprünglichen Plan halten und bleiben.
Die Bande beschließt, nach London zurückzukehren, wo sie ihren Kontaktmann treffen, einen Anwalt, der wie vorgesehen dafür sorgen soll, dass ihr bisheriges Versteck „geräumt und gereinigt“ wird, wodurch alle physischen Beweise, die die Bande mit dem Überfall in Verbindung bringen können, beseitigt werden. Allerdings schafft der Anwalt dies angeblich nicht so schnell umzuorganisieren, da ihre so frühe Rückkehr nach London seinen Zeitplan durcheinander bringt und er frühestens in zwei bis drei Tagen tätig werden könnte. Bruce, Buster und Harry erscheint aber auch das noch als zu lang und so machen sie sich in ihrem eigenen Auto auf den Weg zurück in das Bauernhaus, das ihnen als Versteck diente, um die Arbeit selbst zu erledigen. Auf der Fahrt dorthin hören sie im Autoradio, dass das Bauernhaus von der Polizei bereits entdeckt wurde. So geben sie ihre Pläne auf, kehren nach London zurück und hoffen, dass die Zeit noch ausreicht, um mit ihren Familien zu fliehen.
Als Buster nach Hause kommt, muss er erfahren, dass seine June während seiner Abwesenheit eine Fehlgeburt erlitten hat, weshalb er von einer Flucht zusammen mit ihr absieht. Sie kann es nicht glauben, als Buster ihr von seiner Beteiligung an dem Postzugraub berichtet. Buster und June halten sich einige Monate zu Hause versteckt, werden dann aber von einem Nachbarn an die Polizei verraten. Buster flieht deshalb allein nach Acapulco, wo er von seinem Mitstreiter Bruce Reynolds und dessen Freundin Fanny empfangen wird, die sofort nach dem Raub hierher geflohen waren und mit dem gestohlenen Geld nun die Sonne genießen.
June reist Buster einige Zeit später nach, wird in Mexiko aber nicht so recht glücklich, weshalb sie beschließt, nach England zurückzukehren. Auch Buster will ohne seine Familie nicht länger im Exil leben und kehrt, während England den WM-Triumph von 1966 feierte, nach Hause zurück. Er hat begriffen, dass ihm Geld und Sonne ohne seine Familie nichts bedeuten und ist bereit, die juristischen Konsequenzen für seine Tat zu tragen.
Der Film endet zwölf Jahre nach der Freilassung von Buster aus dem Gefängnis, wo er in der Nähe der Londoner Waterloo Bridge anscheinend zufrieden einen Blumenladen betreibt.

## Filmmusik
Die Phil-Collins-Singles aus dem Film, A Groovy Kind of Love und Two Hearts, erreichten Platz 1 und Platz 6 in den UK Singles Charts. Beide Lieder waren Nummer-eins-Singles in den USA. Two Hearts wurde bei der Oscarverleihung 1989 in der Kategorie Bester Song nominiert.
Phil Collins war auch an dem Titel Loco in Acapulco, der von The Four Tops gesungen wurde, beteiligt.

## Kritik
Roger Ebert von Buster Movie Review urteilte: „Im Zentrum des Films steht nicht das Verbrechen, sondern die Beziehung zwischen Buster und June, und wir neigen dazu ihm zu glauben, wenn er sagt, er habe alles nur für die Liebe seiner Familie getan. Sie sind fast unter dem Druck in Mexiko zerbrochen, wo das Leben in der Sonne in June unerträgliches Heimweh auslöst. Angesichts einer Speisekarte mit mexikanischem Essen sehnt sie sich nach Steak mit Pommes frites und bemerkt wehmütig: ‚Früher konnten wir uns das nie leisten.‘ Nun, da sie es können, sind sie im falschen Land, um es zu bestellen.“
Bei Kino.de hieß es: „Pop-Star Phil Collins überzeugt als Buster Edwards, und auch an Ehefrau Julie Walters („Personal Service“) liegt es nicht, dass der Film einige Längen aufweist. Zu wenig Schelmenstück, zu wenig Spannung, aber trotzdem ein Top-Erfolg in den britischen Kinos und auch hierzulande mit über 300.000 Zuschauern ordentliche Besucherzahlen. Dank Phil Collins‘ Zugkraft ein sicheres Geschäft.“

„Unentschlossen zwischen verschiedenen Erzählsträngen schwankend, ist der Film eine unterhaltsame, aber wenig tiefschürfende Auseinandersetzung mit privaten und gesellschaftlichen Hintergründen, die die Titelfigur zum schlitzohrigen Lebenskünstler aufbaut.“